# ライアン郡 (カンザス州)
ライアン郡（英: Lyon County）は、アメリカ合衆国カンザス州の東部に位置する郡である。2010年国勢調査での人口は33,690人であり、2000年の35,935人から6.2%減少した。郡庁所在地はエンポリア市（人口24,916人）であり、同郡で人口最大の都市でもある。ライアン郡は、チェイス郡と共にエンポリア小都市圏を構成している。2009年推計の都市圏人口は36,399人である。郡名は南北戦争のウィルソンズ・クリークの戦いで戦死したナサニエル・ライアン将軍に因んで名付けられた。
なお、ライアンズという都市はライス郡の郡庁所在地である。

## 法と政府
ライアン郡はアルコールを禁じる、すなわち「ドライ」の郡だったが、1986年にカンザス州憲法が修正され、住民は投票で個人が嗜むアルコール飲料の販売を承認した。ただし、食料販売量の30%までという制限が付いた。この制限は1992年の住民投票で撤廃された。

## 地理
アメリカ合衆国国勢調査局に拠れば、郡域全面積は855.14平方マイル (2,214.8 km2)であり、このうち陸地は850.87平方マイル (2,203.7 km2)、水域は4.27平方マイル (11.1 km2)で水域率は0.50%である。

### 隣接する郡
- ワボンシー郡 - 北
- オーセージ郡 - 北東
- コフィー郡 - 南東
- グリーンウッド郡 - 南
- チェイス郡 - 西
- モリス郡 - 北西

### 国立保護地域
- フリントヒルズ国立野生生物保護区（部分）

## 人口動態

2000人口ピラミッド

以下は2000年国勢調査による人口統計データである。
| 基礎データ - 人口: 35,935人 - 世帯数: 13,691 世帯 - 家族数: 8,639 家族 - 人口密度: 16人/km2（42人/mi2） - 住居数: 14,757軒 - 住居密度: 7軒/km2（17軒/mi2） 人種別人口構成 - 白人: 83.27% - アフリカン・アメリカン: 2.27% - ネイティブ・アメリカン: 0.47% - アジア人: 2.04% - 太平洋諸島系: 0.01% - その他の人種: 9.79% - 混血: 2.16% - ヒスパニック・ラテン系: 16.72% 年齢別人口構成 - 18歳未満: 25.7% - 18-24歳: 16.2% - 25-44歳: 27.2% - 45-64歳: 19.1% - 65歳以上: 11.6% - 年齢の中央値: 31歳 - 性比（女性100人あたり男性の人口） - 総人口: 97.4 - 18歳以上: 95.2 | 世帯と家族（対世帯数） - 18歳未満の子供がいる: 32.6% - 結婚・同居している夫婦: 50.8% - 未婚・離婚・死別女性が世帯主: 8.4% - 非家族世帯: 36.9% - 単身世帯: 28.5% - 65歳以上の老人1人暮らし: 9.8% - 平均構成人数 - 世帯: 2.51人 - 家族: 3.12人 収入と家計 - 収入の中央値 - 世帯: 32,819米ドル - 家族: 43,112米ドル - 性別 - 男性: 26,865米ドル - 女性: 21,338米ドル - 人口1人あたり収入: 15,724米ドル - 貧困線以下 - 対人口: 14.5% - 対家族数: 9.6% - 18歳未満: 15.6% - 65歳以上: 9.2% |

## 都市と町

### 法人化された都市
都市名の後の数字は2010年国勢調査での人口を示す。
- エンポリア, 24,916　- 郡庁所在地
- アメリカス, 894
- オルペ, 546
- ハートフォード, 371
- ネオショラピッズ, 265
- レディング, 231
- アレン, 177
- アドマイア, 156
- ブッション, 34

## その他の町
- ミラー

## 郡区
ライアン郡は11の郡区に分けられている。エンポリア市は「政治的に独立」とは見なされ、下記郡区の数字からは外されている。下表で「人口中心」は最大都市であり、特に大きな数字でなければ、郡区の人口に含まれるものである。

## ライアン郡出身の著名人
R・リー・アーメイ、1944年3月24日、エンポリア生まれ。アメリカ海兵隊の軍人（一等軍曹）、教練指導官、俳優。映画『フルメタル・ジャケット』のハートマン一等軍曹役、アラン・パーカー監督の映画『ミシシッピー・バーニング』のティルマン少佐役、『テキサス・チェーンソー』および『テキサス・チェーンソー ビギニング』のホイト保安官役で知られ、また劇場版アニメ『トイ・ストーリー』1〜3の軍曹の声優もこなした。
ウィリアム・アレン・ホワイト、新聞編集者、政治家、著作家、進歩主義運動の指導者。1896年からその死亡する1944年まで、中流階級の象徴的発言者となった。1922年7月27日に出版された「気がかりな友に」と題する論説で、1923年のピューリッツァー賞を獲得した。1922年の大鉄道ストライキに参加した者達へのカンザス州の扱いに抗議し、言論の自由に関する論争中に逮捕された後のことだった。

モード・スティーヴンス・ワグナー、1877年2月、カンザス州ライアン郡生まれ。アメリカのサーカスパフォーマー。アメリカ合衆国で最初の女性タトゥーアーティスト。手彫りのタトゥーにこだわって彫り続けた。

## 教育

### 統一教育学区
- 北ライアン郡 USD 251
- 南ライアン郡y USD 252
- エンポリア USD 253

### カレッジと大学
- エンポリア州立大学
- フリントヒルズ工科カレッジ